# Bingen (Antarktika)
Bingen (norwegisch für Behälter oder Kasten) ist ein markanter Bergkessel im Borg-Massiv des ostantarktischen Königin-Maud-Lands. Seine Ostflanke ist gekennzeichnet durch steile Kliffs des Gebirgskamms Jøkulskarvet.
Norwegische Kartografen, die den Bergkessel auch deskriptiv benannten, kartierten ihn anhand von Luftaufnahmen der Norwegisch-Britisch-Schwedischen Antarktisexpedition (1949–1952).